# Tarnówka (gemeente)
De gemeente Tarnówka is een landgemeente in het Poolse woiwodschap Groot-Polen, in powiat Złotowski.
De zetel van de gemeente is in Tarnówka.
Op 30 juni 2004 telde de gemeente 3071 inwoners.

## Oppervlakte gegevens
In 2002 bedroeg de totale oppervlakte van gemeente Tarnówka 132,23 km², waarvan:
- agrarisch gebied: 45% (5909ha)
- bossen: 48% (6427ha)

De gemeente beslaat 7,96% van de totale oppervlakte van de powiat.

## Demografie
Stand op 30 juni 2004:
| Omschrijving                   | Totaal | Totaal | Vrouwen | Vrouwen | Mannen | Mannen |
| ------------------------------ | ------ | ------ | ------- | ------- | ------ | ------ |
| eenheid                        | aantal | %      | aantal  | %       | aantal | %      |
| inwoners                       | 3071   | 100    | 1501    | 48,9    | 1570   | 51,1   |
| bevolkingsdichtheid (inw./km²) | 23,2   | 23,2   | 11,4    | 11,4    | 11,9   | 11,9   |

In 2002 bedroeg het gemiddelde inkomen per inwoner 1272,57 zł.

## Administratieve plaatsen (sołectwo)
Bartoszkowo, Osówka, Piecewo, Plecemin, Płytnica, Ptusza, Sokolna, Tarnowiec, Tarnówka (2 sołectwa), Węgierce.
Zonder de status sołectwo : Annopole, Pomiarki, Tarnowiec-Elektrownia, Tarnowski Młyn.

## Aangrenzende gemeenten
Jastrowie, Krajenka, Szydłowo, Złotów